# Playa Vesique
Playa Vesique, o también denominada Playa Besique, se encuentra en el distrito de Samanco, el litoral de la provincia del Santa en la región Áncash, Perú.
Se encuentra cerca a otras playas, tales como la playa el Dorado y playa Atahualpa, entre otras. Es una playa y balneario, el cual se encuentra entre 20 a 30 minutos en auto o combi desde Chimbote.
Es un lugar con el ambiente apto para la pesca por su amplia diversidad biológica. En verano (enero a marzo) se convierte en un principal atractivo turístico por el agua limpia apta para el baño, y donde se puede realizar paseos en bote, entre otras actividades propicias para el encuentro entre amistades y familia. En esos meses, se estima que entre el lunes a viernes se reúnen en la playa Vesique un promedio de 400 personas para realizar las diferentes actividades.
Cerca a la playa, se encuentran diferentes restaurantes y servicios de hospedaje, entre otros lugares de encuentros eventuales durante la temporada de verano.

## Actividades
Entre el amplio historial de actividades realizadas en la Playa Vesique, se encuentran: 
- los paseos recreacionales, como el evento "Playa Besique Beach", donde la Universidad Católica Los Ángeles Chimbote o también conocida como ULADECH CATÓLICA mediante el Departamento de Motivación y becas fomentó la integración de sus docentes y del área administrativa, realizado el sábado 16 de febrero del 2013.[6]
- la cueva del amor, actividad atractiva para las parejas enamoradas que buscan un espacio de privacidad y entretenimiento.[5]
- la práctica de deportes acuáticos como el bodyboard.[7]